# Aspidopterys orbiculata
Aspidopterys orbiculata là một loài thực vật có hoa trong họ Malpighiaceae. Loài này được (Roxb. ex Wall.) Nied. mô tả khoa học đầu tiên năm 1915.